# Edgar Bertoni
Edgar Rocha Bertoni (Belo Horizonte, 24 luglio 1981) è un giocatore di calcio a 5 brasiliano naturalizzato italiano, campione europeo con la nazionale italiana nel 2003. Ha disputato 100 partite con la maglia azzurra.

## Biografia
Ha tre fratelli che anche loro sono stati giocatori di calcio a 5: i gemelli Romulo (centrale) e Christian (portiere) nati nel 1975 (attualmente in forza allo Sporting Caerano Crocetta) e di cui è stato compagno di squadra ai tempi del Perugia, e Rodrigo (difensore, classe 1978) che come lui è stato campione europeo nel 2003.

## Carriera

### Club
Edgar Bertoni arriva giovane in Italia dove viene subito considerato come uno dei giocatori più interessanti; dopo una breve parentesi a Perugia e alla Luparense si trasferisce in Spagna all'Inter Fútbol Sala con cui vince i suoi primi trofei europei per poi tornare in Italia vestendo la maglia del Napoli per due stagioni. Ha quindi giocato per quattro stagioni nella Marca Futsal dove ha vinto due scudetti e successivamente nella Luparense con cui ha vinto il terzo titolo personale. Dopo aver trascinato a suon di gol il Kaos fino alla finale scudetto 2014-15, nella stagione 2015-16 il giocatore si trasferisce all'Asti con cui vince il proprio quarto scudetto. Il 15 giugno 2016 la Luparense annuncia il tesseramento del giocatore, alla sua terza parentesi nei patavini. A giugno vince il suo secondo scudetto con la maglia dei lupi, poco dopo viene acquistato dall'Acqua e Sapone.
Nella stagione 2021-2022 gioca in C1 con la squadra Dibiesse Calcetto Miane (Treviso), nella quale lavora anche con il settore giovanile. Dalla stagione 2022-2023 partecipa al campionato di Serie B con il Futsal Giorgione.

### Nazionale
In possesso della doppia cittadinanza, per oltre un decennio ha fatto parte della nazionale italiana con cui ha vinto il campionato europeo 2003.

## Palmarès

### Club

#### Competizioni nazionali
- Campionato italiano: 6
Marca: 2010-11, 2012-13
Luparense: 2013-14, 2016-17
Asti: 2015-16
A&S: 2017-18
- Coppa Italia: 3
Luparense: 2005-06
Marca: 2009-10
A&S: 2017-18
- Supercoppa italiana: 3
Marca: 2010, 2011
A&S: 2018
- Coppa di Spagna: 1
Interviú: 2006-07
- Supercoppa di Spagna: 1
Interviú: 2007

#### Competizioni internazionali
- Coppa Intercontinentale: 1
Interviú: 2007

### Nazionale
- Campionato d'Europa: 1

Italia 2003